# Nicolaas Meerburg
Nicolaas Meerburg (ook wel genoemd: Meerburgh) (Leiden, 1734 - aldaar, 20 maart 1814) was een Nederlandse hovenier, botanicus en botanisch illustrator.
Zijn geboortedatum is niet bekend, maar hij werd gedoopt op 3 februari 1734 in de Pieterskerk in Leiden (met de achternaam Meerburg). Mogelijk werd hij opgeleid door de tuinier Adriaan Steckhoven.
In 1752 werd hij onderknecht bij de Hortus botanicus Leiden, alwaar hij de rest van zijn leven bleef. Hij werkte onder drie directeuren: Adriaan van Roijen, David van Royen en Sebald Justinus Brugmans. In 1771 werd hij daar hortulanus, wat hij bleef tot aan zijn dood in 1814. In 1775 publiceerde hij het eerste deel van zijn Afbeeldingen van zeldzaame gewassen, dat werd gevolgd door vier andere delen in 1776, 1777, 1777 en 1780. De delen bevatten elk 10, dus in totaal 50, door hemzelf vervaardigde ingekleurde gravures van planten van de Hortus botanicus in Leiden en vlinders. In 1789 publiceerde hij Plantae rariores vivis coloribus depictae, een volledig Latijnse versie van zijn eerdere werk met dezelfde 50 en nog 5 extra kleurenplaten en vier extra pagina’s tekst. In 1798 publiceerde hij nog Plantarum selectarum icones pictae met 28 nieuwe ingekleurde etsen.
Ter aanduiding van botanische namen die hij heeft gepubliceerd wordt de standaardafkorting Meerb. gebruikt. Een voorbeeld van een door hem gepubliceerde botanische naam, is Impatiens capensis Meerb. (1775).
De Missouri Botanical Garden bezit originele exemplaren van Afbeeldingen van zeldzaame gewassen en Plantarum selectarum icones pictae en heeft deze gedigitaliseerd en op het internet gezet.

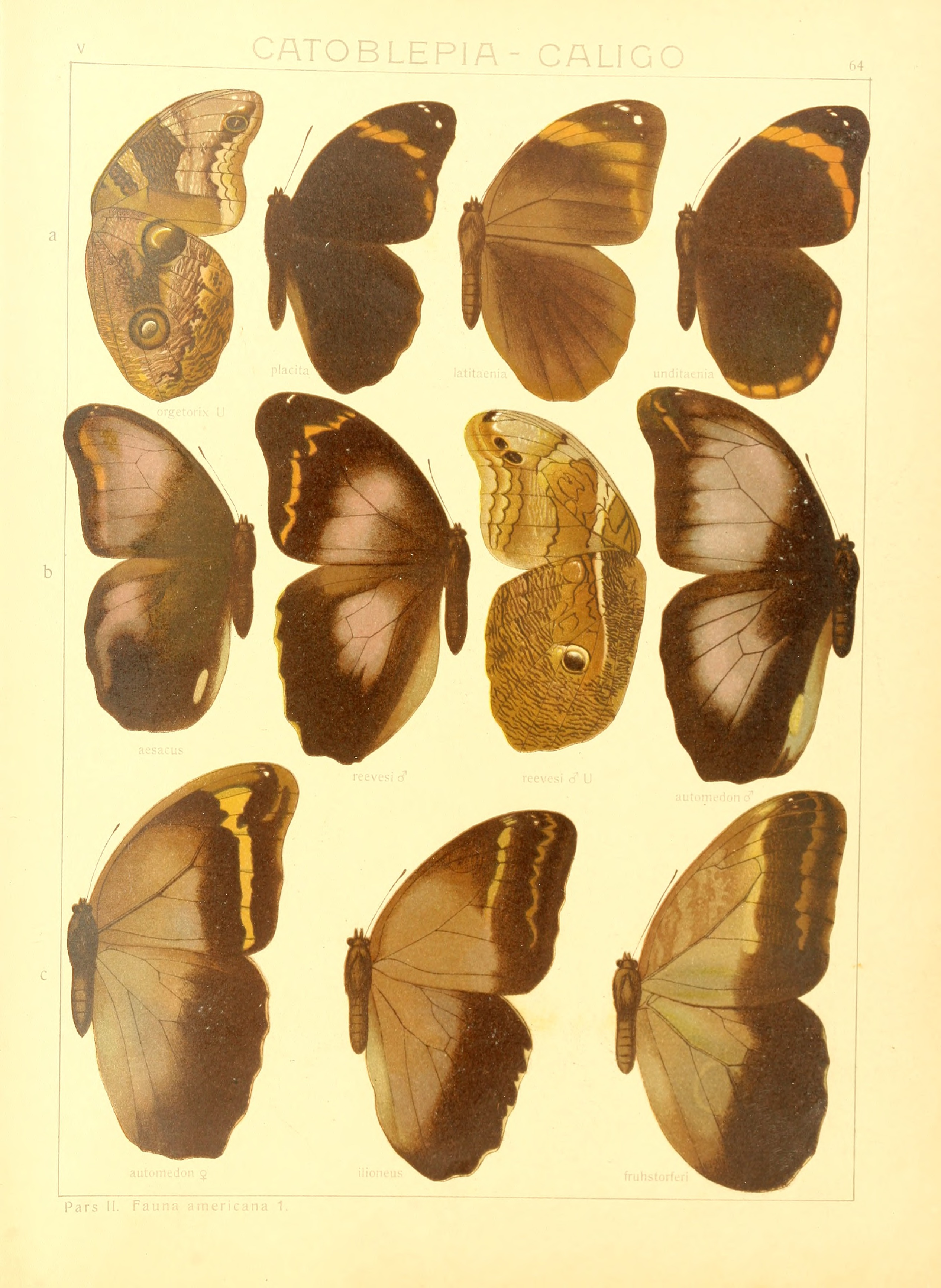
Macrolepidoptera
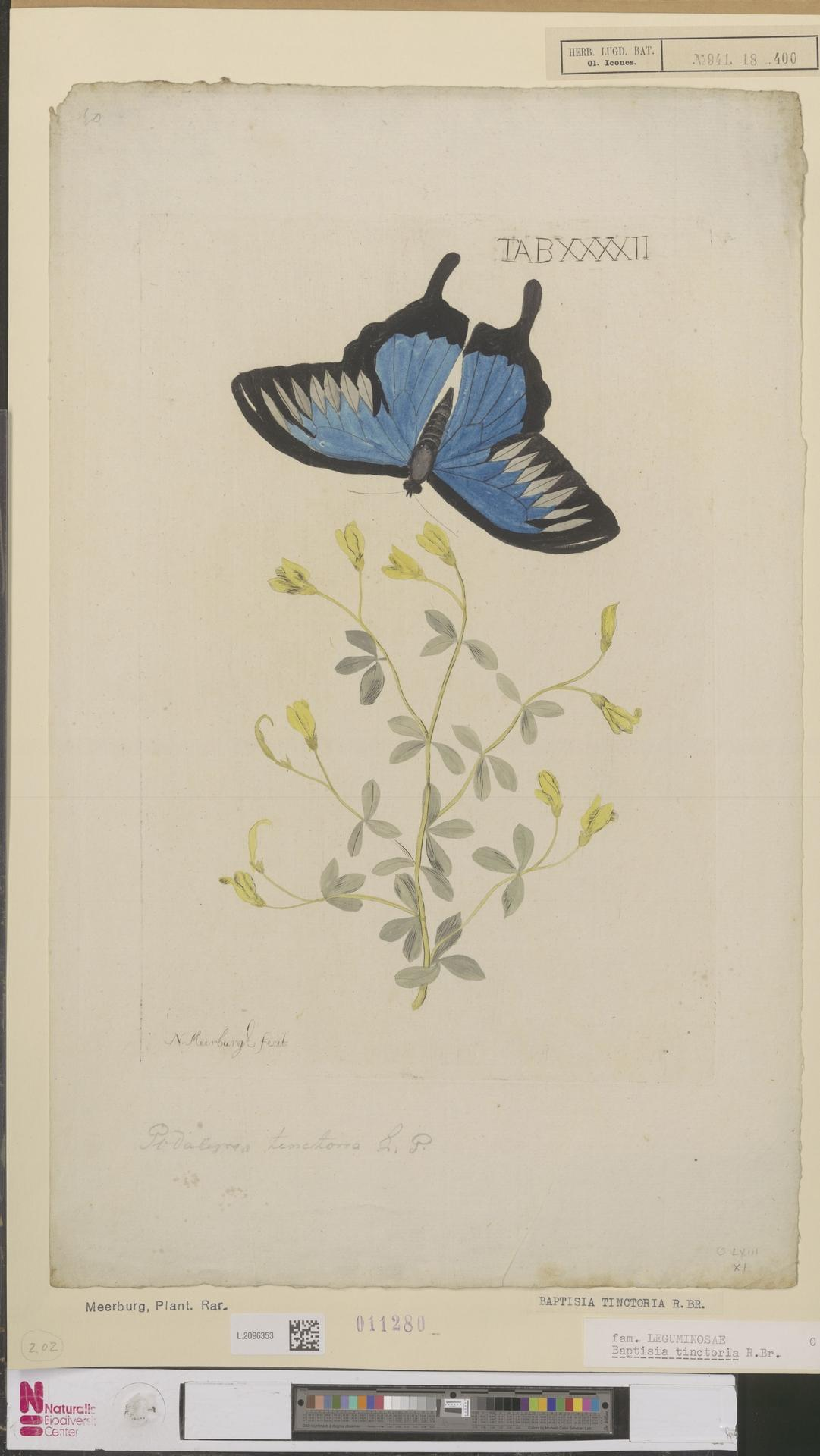
Baptisia tinctoria Robert Brown with butterfly
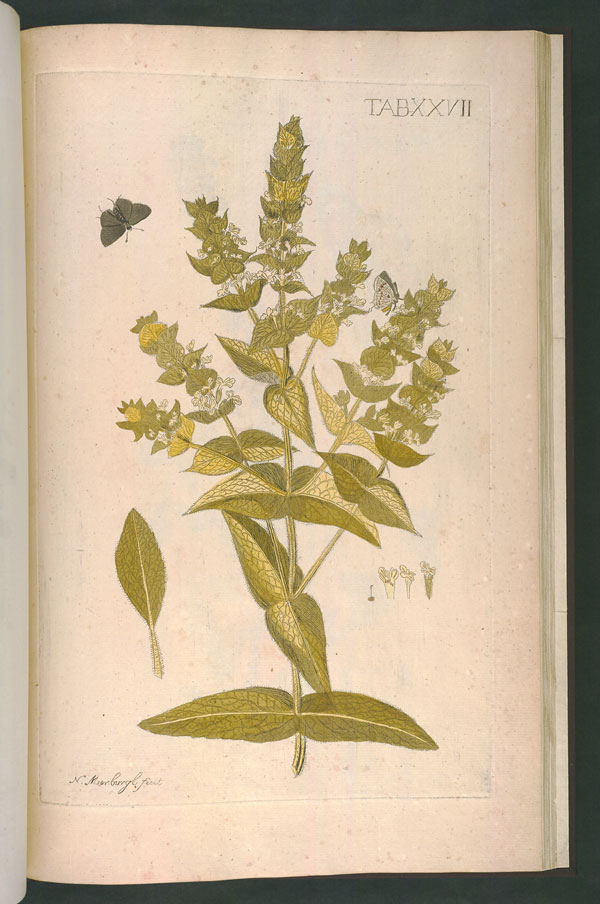
Sideritis perfoliata with Papilio echion
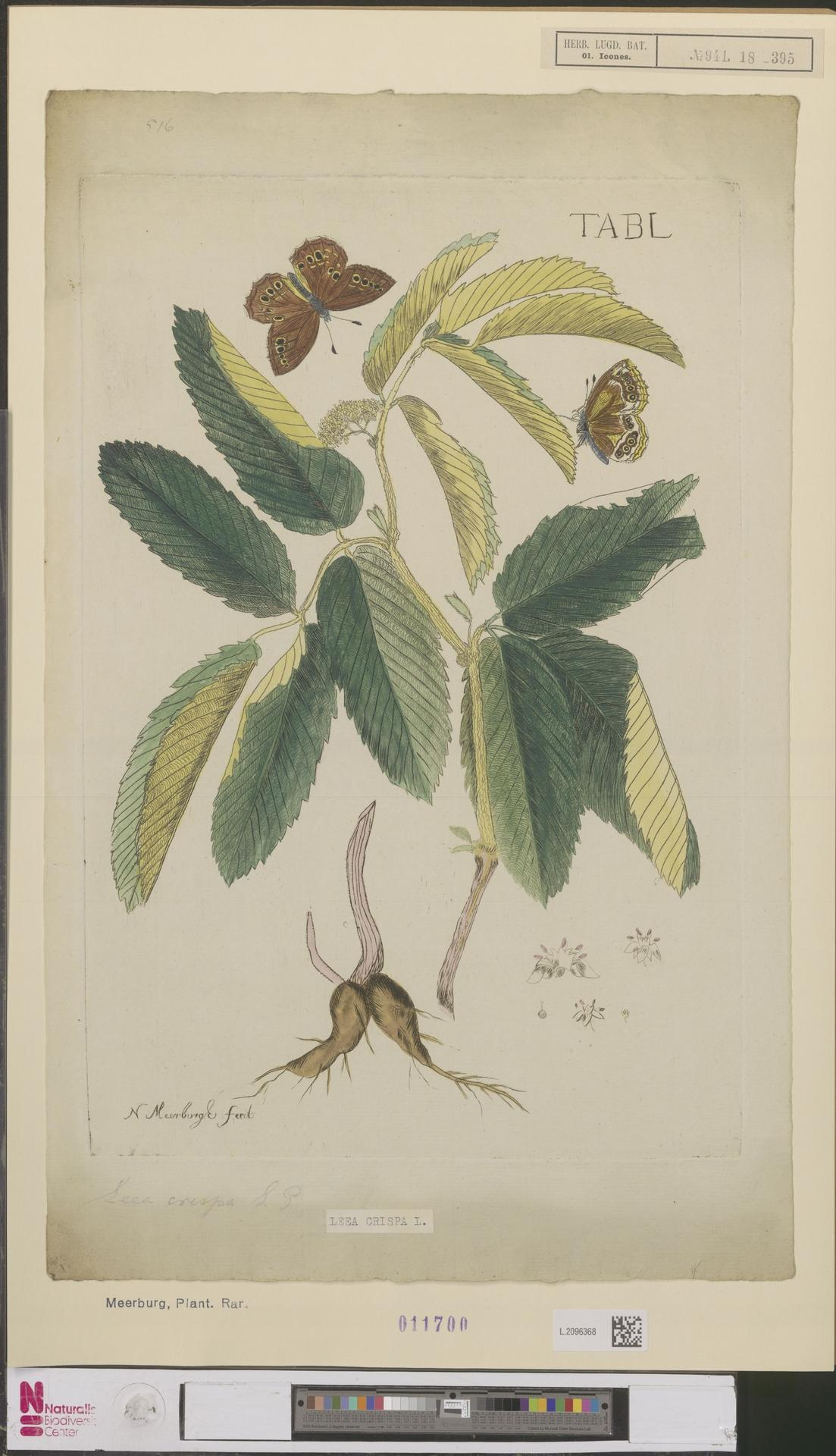
Leea crispa Linnaeus
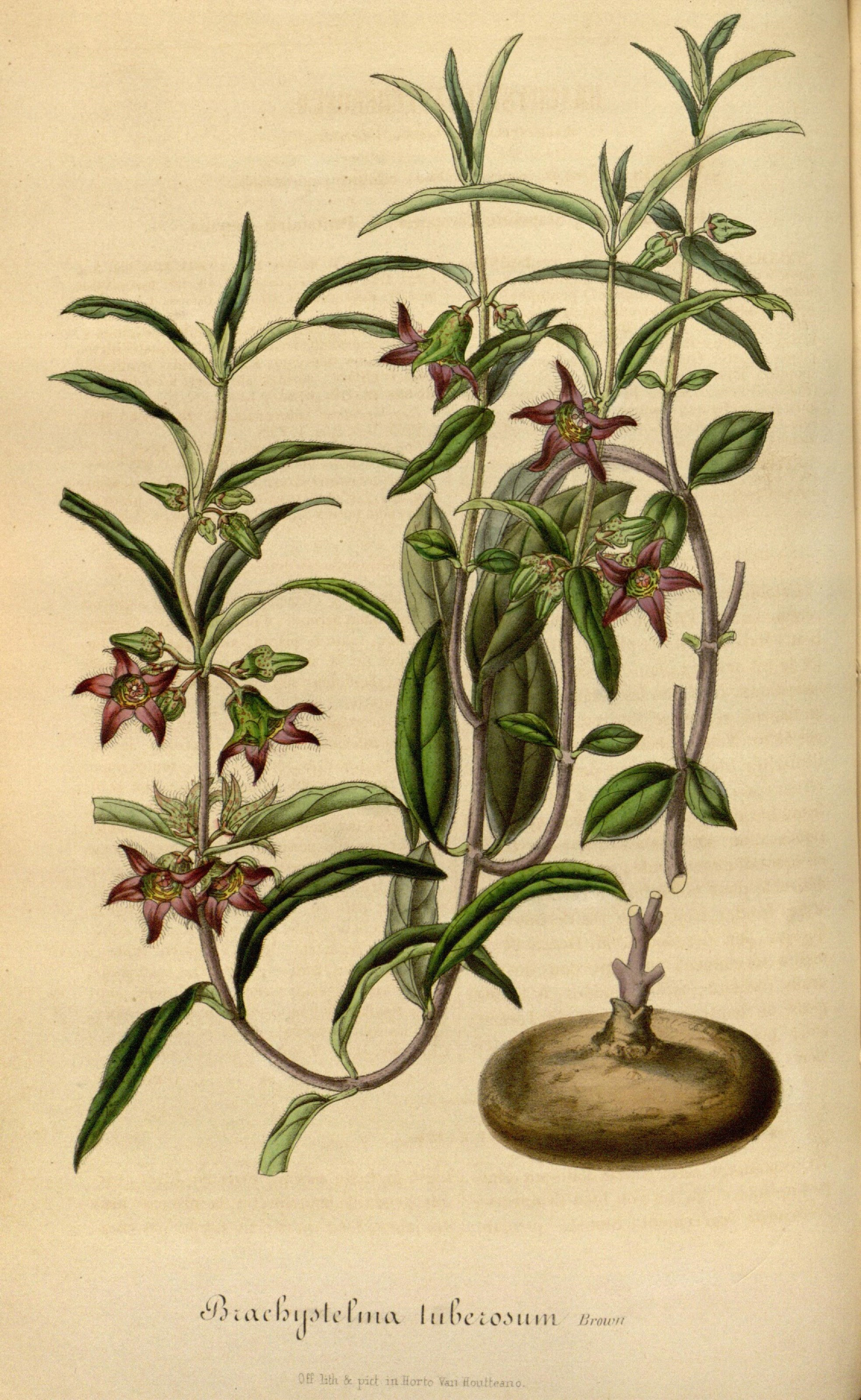
Flore des serres et des jardins de l'Europe